# Tauno Viljanen
Tauno Viktor Viljanen, född 6 september 1901 i Helsingfors, död där 17 april 1973, var en finländsk militär. 
Viljanen utexaminerades från Reservofficersskolan 1921, från Kadettskolan 1923  och genomgick Krigshögskolan 1925–1927. Han tjänstgjorde på olika poster inom Finlands vita garde samt i olika läraruppdrag, innan han anställdes vid försvarsministeriet. Under vinterkriget var han tillförordnad stabschef vid I armékåren på Karelska näset, under mellankrigstiden innehade han olika poster inom Högkvarterets operativa avdelning och erhöll frontbefäl 1942. 
Viljanen var chef för det olyckliga infanteriregementet JR 1 (10. divisionen), det regemente som kördes över av sovjetiska 21. armén vid Valkeasaari på Karelska näset den 9–10 juni 1944. Därefter var han chef för Aunusgruppens operativa avdelning, III armékårens stabschef på Karelska näset och i Lappland 1944, stabschef vid Norra Finlands militärlän, regementskommendör 1946–1948, chef för Reservofficersskolan 1948–1952, chef för huvudstabens operativa avdelning 1952–1953, för dess kommandoavdelning 1954–1955 och blev slutligen generalstabschef från 1955. Efter att ha blivit generallöjtnant 1956 avgick han med pension 1961.